# Alcolea (kommun)
Alcolea är en kommun i Spanien.   Den ligger i provinsen Provincia de Almería och regionen Andalusien, i den södra delen av landet, 400 km söder om huvudstaden Madrid. Antalet invånare är 895. Arean är 67 kvadratkilometer. Alcolea gränsar till Bayárcal, Laujar de Andarax, Nevada, Turón, Ugíjar, Berja, Murtas och Paterna del Río. 
Terrängen i Alcolea är kuperad.